# UVP Bassano 2018-2019
Questa voce raccoglie le informazioni riguardanti l'UVP Hockey Città di Bassano del Grappa nelle competizioni ufficiali della stagione 2018-2019.

## Maglie e sponsor
Lo sponsor ufficiale per la stagione 2018-2019 è la Stema.
| 1ª divisa | 2ª divisa |

## Organico

### Giocatori
Rosa e numerazione, tratte dal sito internet ufficiale della Federazione Italiana Sport Rotellistici, aggiornate alla stagione 2018-2019.
| N° | Naz.                  | Ruolo | Sportivo            |  |  |  |
| -- | --------------------- | ----- | ------------------- |  |  |  |
| 7  | Italia (bandiera)     | A     | Mattia Baggio       |  |  |  |
| 8  | Italia (bandiera)     | A     | Filippo Menon       |  |  |  |
| 17 | Italia (bandiera)     | D     | Nicolas Barbieri    |  |  |  |
| 18 | Italia (bandiera)     | P     | Mauro Del Monte     |  |  |  |
| 30 | Italia (bandiera)     | P     | Davide Merlo        |  |  |  |
| 33 | Italia (bandiera)     | D     | Michele Panizza     |  |  |  |
| 37 | Spagna (bandiera)     | A     | Victor Crespo Oliva |  |  |  |
| 39 | Italia (bandiera)     | D     | Leonardo De Gerone  |  |  |  |
| 58 | Italia (bandiera)     | A     | Andrea Stuccato     |  |  |  |
| 74 | Portogallo (bandiera) | D     | Diogo Neves         |  |  |  |

### Staff tecnico
- Allenatore:  Massimo Barbieri (1ª-14ª),  Luís Nunes (15ª-26ª)